# Epilobium clavatum
Epilobium clavatum là một loài thực vật có hoa trong họ Anh thảo chiều. Loài này được Trel. mô tả khoa học đầu tiên năm 1891.

## Hình ảnh

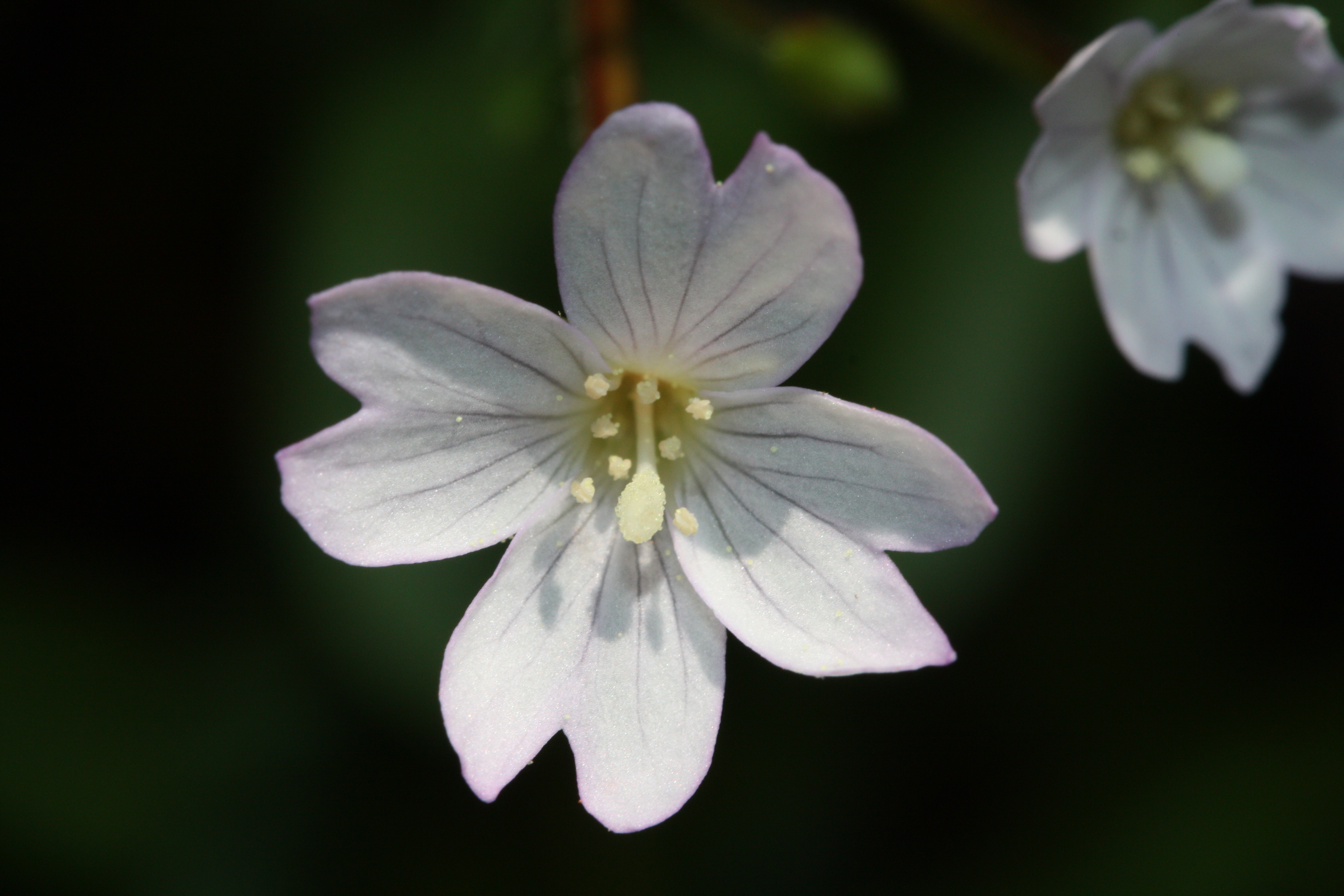
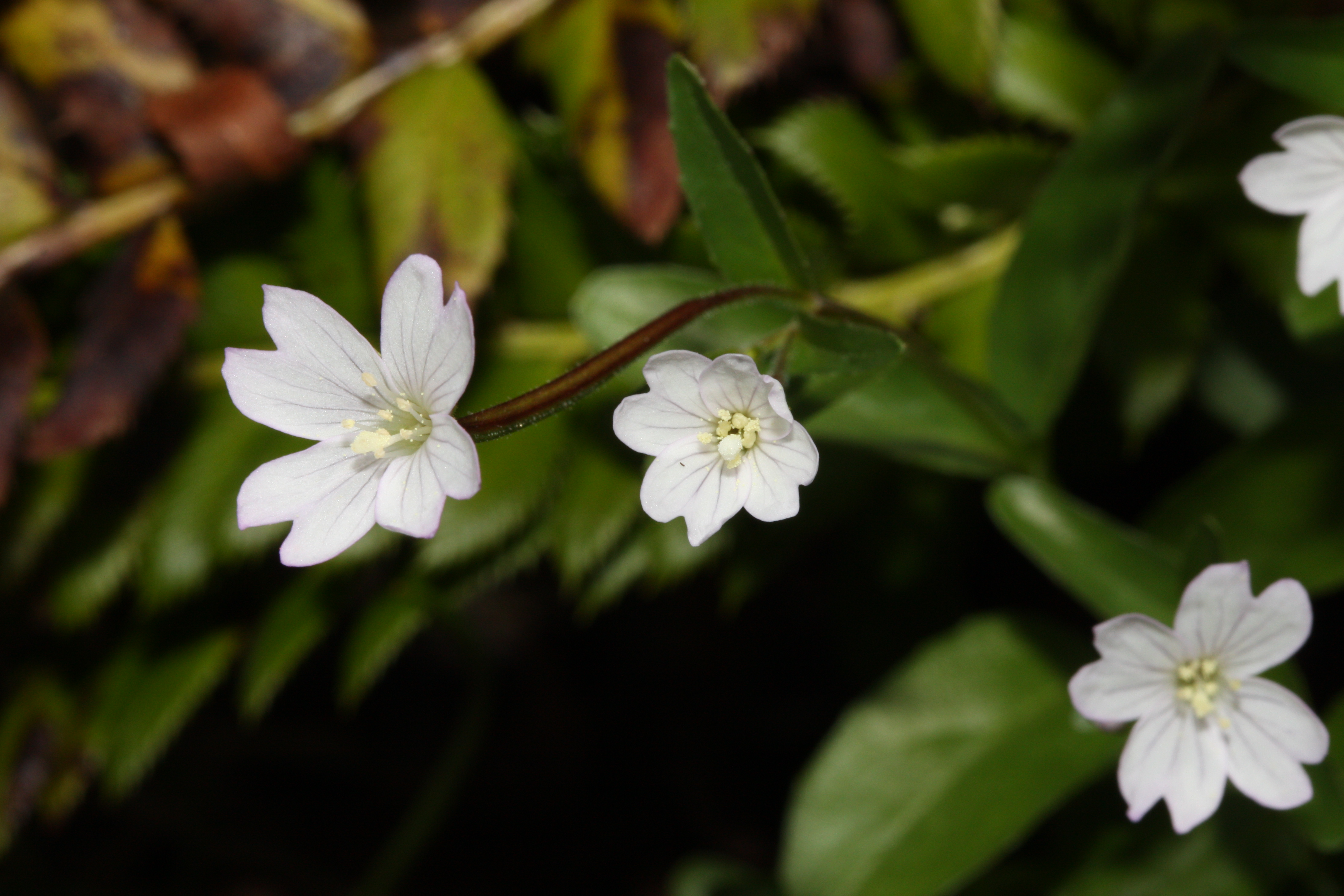
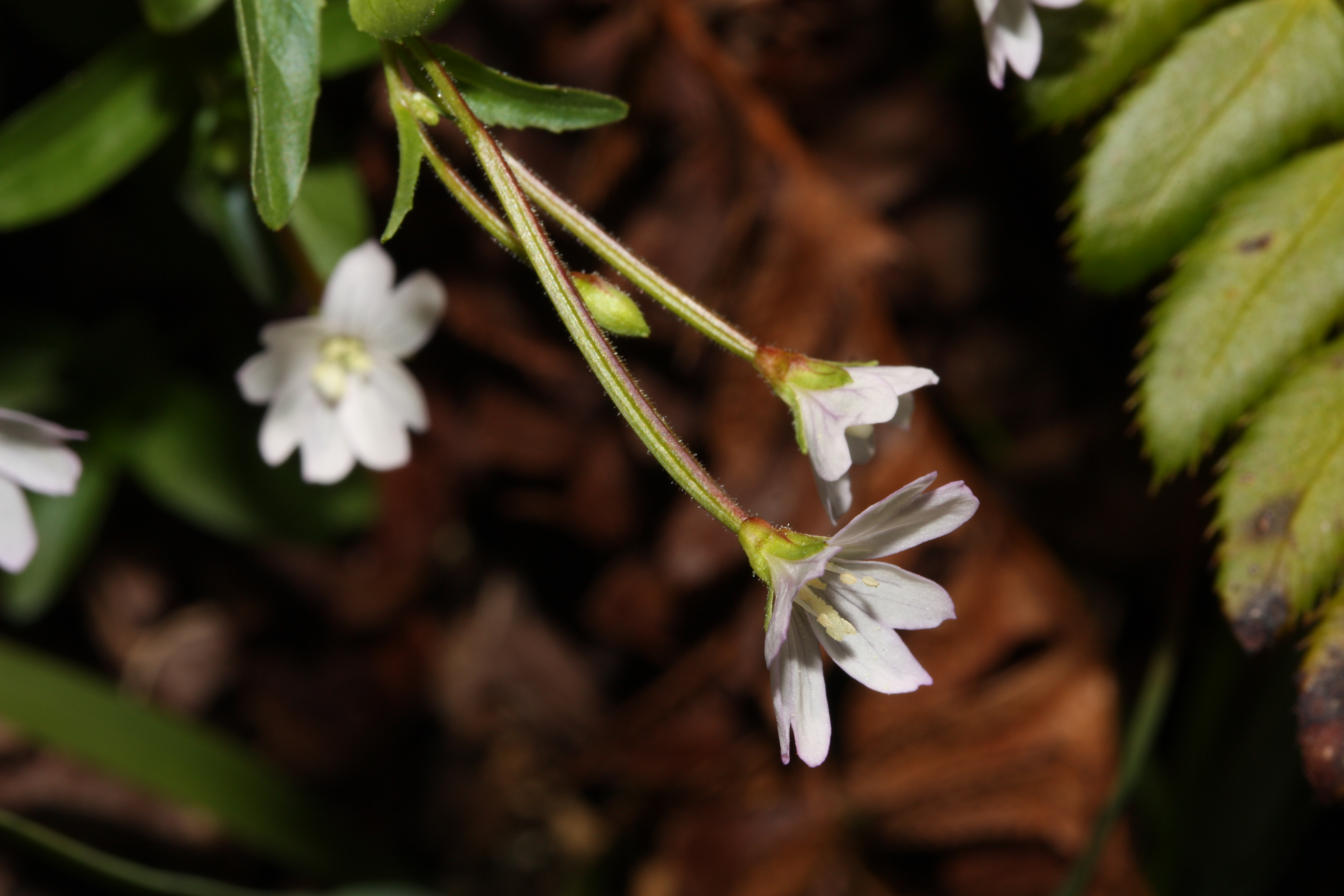
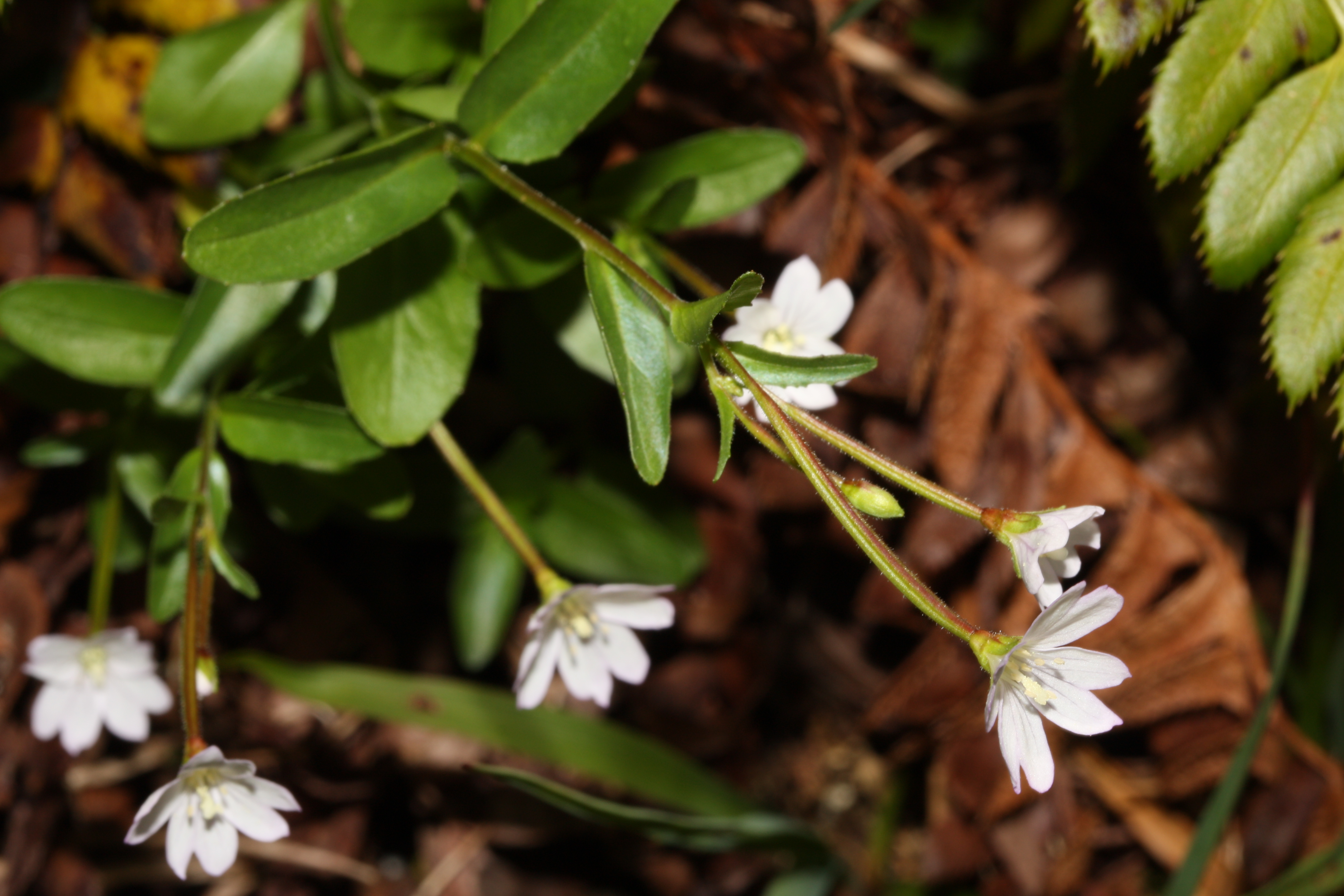